# Танцерев Микола Олегович

Золото жіночої команди на Чемпіонаті світу з прибережного веслування 2021, Ліссабон

Танцерев Микола Олегович (нар. 31 липня 1997, Херсон) — український спортсмен, академічний веслувальник, майстер спорту України, дворазовий чемпіон світу.

## Ранні роки
Народився 31 липня 1997 року в місті Херсоні. 
Після отримання базової середньої освіти вступив до Херсонського вищого училища фізичної культури на відділення легкої атлетики. Брав участь у всеукраїнських змаганнях та суддівствах. 
Через спортивну травму, операцію та довгу реабілітацію був змушений покинути цей вид спорту.

## Початок кар'єри в академічному веслуванні
2017 році вступив до Херсонського державного університету на факультет фізичного виховання та спорту, де активно брав участь у студентському житті університету та міста.
В тому ж році був запрошений Валентином Васильовичем Науменко до занять з академічного веслування на позицію рульового. 

## Спортивні досягнення
2018 році виграв свій перший чемпіонат України у складі вісімки розпашної під керівництвом тренера Олександра Михайловича Бакарасева.
2019 році отримав звання майстра спорту України. 
2021 році в складі четвірок парних, з прибережного веслування, жіночого (Оксана Голуб, Дарина Верхогляд, Олена Буряк, Євгенія Довгодько-Німченко) та чоловічого екіпажів (Максим Боклаженко, Дмитро Міхай, Олександр Надтока, Іван Довгодько), здобув дві золоті медалі на чемпіонаті світу в Ліссабоні, Португалія.
Ввійшов до складу олімпійської збірної команди України з академічного веслування. 

## Подальші роки
2021 році вступив до Херсонського національно-технічного університету на спеціальність державне управління та адміністрування.
Після 24 лютого 2022 року брав участь у спротиві проти російського вторгнення в Херсоні. 
В середині 2022 року був вимушений мігрувати до ЄС з міркувань власної безпеки.